# Ravanusa

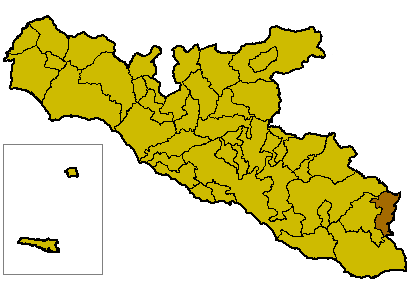
Ubicació de Ravanusa dins de la província

Ravanusa (sicilià Rivinusa ) és un municipi italià, dins de la província d'Agrigent. L'any 2008 tenia 12.931 habitants. Limita amb els municipis de Canicattì, Campobello di Licata, Licata, Mazzarino (CL), Naro, Riesi (CL) i Sommatino (CL).

## Administració
| Període | Identitat        | Partit |
| ------- | ---------------- | ------ |
| 2008-   | Armando Savarino | Centre |

## Personatges il·lustres
- Salvatore Lauricella: alcalde de 1946 a 1990, ministre de treball i president de l'Assemblea Regional Siciliana